# 海軍節 (巴基斯坦)
海軍節是巴基斯坦的節日，於每年9月8日舉行，以紀念第二次印巴戰爭。這是表彰巴基斯坦海軍所取得的成就，特別是由第25驅逐艦中隊執行的代號為德瓦爾卡行動的對印戰略行動的重要時刻。

## 歷史
巴基斯坦海軍在9月8日慶祝海軍節，以紀念第25中隊執行的德瓦爾卡行動。這次行動具有重要的歷史意義，因為它顯示了巴基斯坦海軍打擊重要對手的有效性。

## 紀念活動
這一天人們歡聚一堂，紀念那些透過出色的戰略和演習在海戰中發揮關鍵作用的退伍軍人所做的貢獻和犧牲。